# Pristomyrmex obesus
Pristomyrmex obesus é uma espécie de formiga do gênero Pristomyrmex, pertencente à subfamília Myrmicinae.